# 유해 생물
유해 생물(pest)은 인간이나 인간의 우려에 해로운 유기체이다. 이 용어는 특히 농작물, 가축, 임업에 피해를 주거나 사람들, 특히 집에서 폐를 끼치는 생물체에 사용된다. 인간은 자신의 목적을 위해 환경을 변형해 왔으며, 자신의 활동이 인간의 목적에 부정적인 영향을 미칠 때 같은 공간을 차지하는 다른 생물을 용납하지 않는다. 따라서 코끼리는 자연 서식지에서는 문제가 되지 않지만 농작물을 짓밟으면 유해생물이 된다.

## 같이 보기
- 해충(pest)
- 농약(pesticide)